# 훙완전
훙완전(중국어 정체자: 洪婉臻, 병음: Hóng Wânzhēn, 한자음: 홍완진,  1983년 7월 17일~)은 중화민국의 정치인으로 제13, 14대 타이베이시 의원을 지냈다. 